# Polyfollia
Polyfollia est un festival international de chant choral, ayant eu lieu de 2004 à 2014, qui se compose de deux festivals, un festival d'été les années impaires et une grande fête-marché les années paires, dans la région de Saint-Lô dans la Manche, pendant le week-end de la Toussaint.
Les ensembles invités se produisent sur plusieurs scènes à Saint-Lô et dans la région normande, soit par exemple 53 concerts en 2006. Le public est aussi souvent invité à monter sur scène, pour des "happenings", produisant des partitions bien connues révisées sur le pouce. De nombreux chœurs amateurs s'y produisent gratuitement, de futurs organisateurs d'évènements s'y forment. Polyfollia donne surtout l'occasion aux ensembles de rencontrer de nombreux programmateurs.

## Programmation
2014, 5e fête - marché : programme à venir :
- Boğaziçi Caz Korosu, Turquie
- Siete Palos, Venezuela
- Tetra, Suède
- Adelaide Chamber Singers, Australie
- Credo Chamber Choir, Ukraine
- Niniwe, Allemagne
- SLIXS, Allemagne
- New Dublin Voices, Irlande
- Hamilton Children's Choir, Canada
- Méliades, France
- Mikrokosmos, France